# Östergötlands runinskrifter N272
Östergötlands runinskrift N272, Ög N272, är en halv runsten utanför Skänninge i Mjölby kommun. Den står vid hospitalskapellets ruin strax nordöst om staden. Endast baspartiet återstår och materialet är granit.
På någon meters avstånd från denna sten står Östergötlands runinskrifter 166. 

## Translitterering
Runorna på fragmentet translittereras enligt följande:
... : -ilk--... ...
Vad som i övrigt stått på resten av stenen är okänt och någon översättning finns ej på detta korta stycke runtext.